# Kapjesspeldenkussentje
Kapjesspeldenkussentje (Pertusaria pseudocorallina) is een korstmossoort uit het geslacht Pertusaria. De soort staat op de Nederlandse Rode lijst als 'ernstig bedreigd'.

## Determinatie
Kapjesspeldenkussentje is vooral te herkennen aan de bruine kapjes die bovenop de isidiën groeien.

## Ecologie
Kapjesspeldenkussentje groeit enkel epilitisch.

### Syntaxonomie
In de syntaxonomie staat kapjesspeldenkussentje te boek als kensoort voor de associatie van gewoon kusttakmos (Ramalinetum siliquosae).